# NGC 5841
NGC 5841 (ook: NGC 5848) is een spiraalvormig sterrenstelsel in het sterrenbeeld Maagd. Het hemelobject werd op 6 mei 1862 ontdekt door de Duits-Deense astronoom Heinrich Louis d'Arrest.

## Synoniemen
- MCG 0-39-1
- ZWG 21.1
- PGC 53941